# Максименко, Николай Антонович
Никола́й Анто́нович Максиме́нко (31 декабря 1924 — 11 сентября 2016, Житомир, Украина) — советский и украинский художник, натюрмортист и пейзажист. Народный художник Украины (1994).

## Биография
Родился в селе Яроповичи (ныне Андрушевский район, Житомирская область, Украина). В 1930-е годы, спасаясь от голода, его родители переехали в Магнитогорск, где он учился и окончил школу. Там написал свою первую работу. В 1941—1942 годах — учился в мастерских художников Б. Дегтярева и И. Э. Грабаря. В 1941 году ушёл добровольцем на фронт. Служил разведчиком на фронте. Когда он с товарищами пошли в разведку, неподалеку взорвался снаряд, и осколок попал в глаз, который Николай Антонович потерял навсегда.
После войны всю свою жизнь посвятил живописи.
В 1947 году состоялась первая персональная выставка художника, где он предложил посетителям в художественных образах увидеть край трудовой славы: индустриальные пейзажи, портреты людей Магнитогорского металлургического комбината и ещё серию рисунков: «Дорогами войны»: про наболевшее в тяжелые военные годы, судьбы людей, которых покалечила война. Выставка имела огромный успех и после неё Николай Антонович был принят в Союз художников СССР.
Работы художника есть во многих музеях Украины и за рубежом (Япония, Кипр, Франция, Италия, Польша, Болгария и др.), также во многих частных коллекциях. Самая большая коллекция картин художника находится в Житомирском краеведческом музее. Член СХ СССР (1960).
Проживал в Житомире. Умер 11 сентября 2016 года в Житомире..

## Семья
Жена — Ядвига. Дети: Наталья, Светлана, Игорь.

## Награды и премии
- Народный художник Украины (1994)
- Государственная премия Украины имени Т. Г. Шевченко (1992) — за серию пейзажей «Украина моя»
- Орден «За заслуги» ІІІ степени (2004)[2]
- Орден Славы III степени (?)
- Орден Отечественной войны I степени (6.11.1985)
- Орден Трудового Красного Знамени
- Медаль «За трудовое отличие» (1960)[3]